# 50 Leonis
50 Leonis är en gulvit stjärna i huvudserien i stjärnbilden Lejonet.
50 Leonis har visuell magnitud +6,60 och kräver fältkikare för att kunna observeras. Den befinner sig på ett avstånd av ungefär 255 ljusår.